# Iglesia de Nuestra Señora de la Asunción (Tubilla del Lago)
La iglesia de Nuestra Señora de la Asunción es una iglesia parroquial católica del siglo XVI situada en la localidad burgalesa de Tubilla del Lago (España). Está dedicada a Nuestra Señora de la Asunción, patrona de la localidad.
Se trata de un templo de una sola nave de planta rectangular con bóveda de crucería. Cuenta con una sacristía adosada en la parte derecha de la cabecera, junto a la que hay un arco rebajado, y con una torre románica con dos huecos para las campanas en la fachada.
En el interior destaca la pila bautismal románica, originaria de la ermita de San Marcos y el panteón de la familia Alcocer, con un arco franqueado de pilastras herrerianas con dos blasones. Su altar mayor fue vendido en los años 1940 para obtener fondos con los que restaurar el templo.